# Ліам Міллер
Ліам Міллер (англ. Liam Miller, 13 лютого 1981, Корк — 9 лютого 2018, Корк) — ірландський футболіст, що грав на позиції півзахисника.
Вихованець шотландського клубу «Селтік», 2001 року підписав з «кельтами» свій перший професійний контракт. Того ж року був відданий на півроку за орендною угодою в данський клуб «Орхус», за який футболіст відіграв 18 матчів. Повернувшись на «Селтік Парк», ірландець два роки не міг завоювати місце в основному складі «кельтів». У сезоні 2003/04 Міллер нарешті відіграв більш-менш повний сезон за «біло-зелених», взявши участь в 40 іграх.
По закінченні сезону ірландець відмовився укладати з глазговцями нову угоду про співпрацю і перебрався в Англію, де підписав контракт з клубом «Манчестер Юнайтед». У складі «червоних дияволів» закріпитися не зміг, провівши за два роки в складі «манкуніанців», всього 22 матчі. Другу половину сезону 2005/06 Міллер грав на правах оренди в клубі «Лідс Юнайтед». У 2006 році Ліам перейшов в «Сандерленд». Також з 2004 по 2009 рік виступав за збірної Ірландії. Провів у її складі 21 матч, забив 1 гол.
У січні 2009 року новим роботодавцем ірландця став клуб «Квінз Парк Рейнджерс», ряди якого він поповнив за орендною угодою. У вересні цього ж року Міллер підписав контракт з шотландським «Гіберніаном», за який виступав протягом двох сезонів. Влітку 2011 року після закінчення свого контракту з единбургцями хавбек перебрався в Австралію, де грав за клуби клубом «Перт Глорі», «Брисбен Роар» та «Мельбурн Сіті». У 2015 році він приєднався до своєї команди «Корк Сіті» з рідної Іраландії, а через рік грав в американському «Вілмінгтон Гаммергедс».
Міллер помер від раку у віці 36 років.

## Ранні роки
Ліам Міллер народився 13 лютого 1981 року в ірландському місті Корк у релігійній сім'ї робітників. Його батько, за національністю — шотландець, мати — ірландка. У більш пізніх інтерв'ю Міллер розповідав, що релігія і футбол були в його родині на першому місці.
Отримав освіту, закінчивши коледж «Коучфорд» (англ. Coachford College), розташований в його рідному місті.

## Клубна кар'єра

### «Селтік»
У 1997 році 16-річний Міллер зацікавив шотландський «Селтік», який і запропонував ірландцю контракт гравця дублюючої команди. 21 травня 2000 року Ліам дебютував у складі глазговців у матчі, де «біло-зелені» зустрічалися з «Данді Юнайтед». 24 серпня цього ж року, Міллер вперше вийшов в єврокубковому поєдинку — сталося це в грі на Кубок УЄФА проти «Женесса» з Люксембурга.
У сезоні 2001/02 ірландець був відданий в піврічну оренду в данський клуб «Орхус», за який провів 18 матчів. По закінченні терміну оренди данці хотіли викупити права на Міллера, запропонувавши «Селтіку» 300 тисяч фунтів стерлінгів за ірландця. Однак «кельти» відкинули цю пропозицію, повернувши Ліама в свої ряди.
30 вересня 2003 року Ліам забив один з двох голів у матчі Ліги чемпіонів, де «кельти» зустрічалися з французьким «Ліоном». Поєдинок закінчився з рахунком 2:0 на користь глазговців.
18 жовтня цього ж року, двічі вразивши ворота «Гарт оф Мідлотіан», Міллер відкрив рахунок своїм голам за «біло-зелених» в шотландській Прем'єр-лізі.
Все це змусило наставника «Селтіка» Мартіна О'Ніла поквапити керівництво «кельтів» зробити пропозицію нового контракту ірландцю, оскільки поточна угода з Міллером минала вже в кінці сезону 2003/04. Однак несподівано на молодого Ліама вийшов англійський «Манчестер Юнайтед», з яким півзахисник і підписав попередній контракт у січні 2004 року. Це рішення Міллера викликало велике розчарування з боку О'Ніла, який в одному з інтерв'ю зізнався, що «хотів побудувати навколо молодого перспективного ірландця всю гру своєї команди». Сам Міллер говорив про те, що він дуже вдячний північноірландському фахівцю за те, що той «по суті навчив його грати у футбол».
Перехід ірландця в «Манчестер» викликав бурю обурення серед фанатів «Селтіка», які звинуватили керівництво «біло-зелених» в надмірному затягуванні питання за контрактом Ліама.

### «Манчестер Юнайтед»
1 липня 2004 року Міллер офіційно став гравцем «червоних дияволів». Перший гол у футболці свого нового клубу ірландець забив 26 жовтня цього ж року, вразивши ворота «Кру Александри» в матчі Кубка Ліги. Однак за два сезони, проведених у складі «Юнайтед» Ліам зіграв лише 22 гри, забивши 2 голи. Тим не менш пізніше Міллер заявляв із цього приводу:
|  | Я не шкодую про час, проведений в Манчестері. Адже я був частиною великої команди і працював під керівництвом великого Алекса Фергюсона. |

4 листопада 2005 року Ліам був відданий за орендною 3-місячною угодою в «Лідс Юнайтед», яка потім була продовжена до кінця сезону 2005/06. У білій футболці йоркширського клубу ірландець забив один гол — 19 листопада півзахисник вразив ворота «Саутгемптона». Зіграв важливу роль у перемозі «Лідса» за сумою двох зустрічей над клубом «Престон Норт Енд» у півфіналі плей-офф Ліги за вихід у прем'єр-лігу. У фіналі «Юнайтед» чекала невдача — 21 травня на стадіоні «Міленіум» вони програли «Вотфорду» з рахунком 0:3 і не змогли пробитися в елітний англійський дивізіон. За «павичів» Міллер зіграв 28 ігор, забив 1 гол.
В липні 2006 року газета «Daily Telegraph» повідомила, що «Манчестер Юнайтед» готовий продати Ліама, якщо на нього надійде відповідне пропозицію. Це стало ще більш зрозуміло, коли 16 липня Міллер не потрапив навіть у заявку на товариський матч «манкуніанців» проти «Орландо Пайретс» незважаючи на те, що склад команди склали гравці запасу та молодь з Академії.
31 серпня ірландець поповнив ряди «Сандерленда», поставивши підпис під 3-річним контрактом. Міллер покинув «Манчестер», відігравши за нього в Прем'єр-лізі лише 9 матчів за два сезони.

### «Сандерленд»

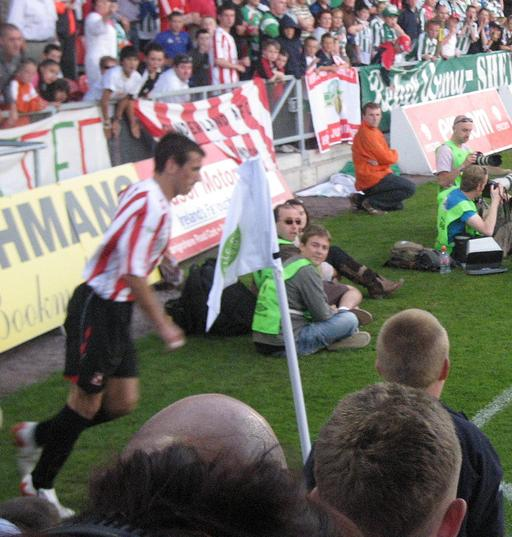
30 липня 2007 ріка. Товариський матч «Корк Сіті» — «Сандерленд». Міллер подає кутовий.

Дебют Ліама в офіційному матчі за «Сандерленд» відбувся 9 вересня 2006 року, коли «чорні коти» на стадіоні «Прайд Парк» переграли «Дербі Каунті» 2:1. У своїй наступній грі, що відбулася 13 вересня, ірландець забив свій перший гол за нову команду в поєдинку проти «Лідс Юнайтед» — Міллер відкрив рахунок у цьому матчі, на 28-й хвилині перекинувши м'яч через голкіпера «павичів» Тоні Ворнера, який далеко вийшов з воріт.
6 січня 2007 року Ліам був вилучений з поля в півфінальному матчі Кубку Англії з «Престоном», отримавши другу жовту картку вже на 37-й хвилині поєдинку. В результаті «чорні коти» зазнали поразки — 0:1. За підсумками сезону 2006/07 «Сандерленд» здобув право грати у Прем'єр-лізі в наступному футбольному році.
Перший гол за «Сандерленд» у вищому дивізіоні Англії Міллер забив 22 вересня, вразивши ворота «Мідлсбро». 8 грудня Ліам був вдруге за рік вилучений з поля — сталося це в поєдинку проти «Челсі», коли ірландець посварився з перуанським нападником лондонців, Клаудіо Пісарро.
27 лютого 2008 ріка наставник «Сандерленда» Рой Кін виставив Міллера на трансфер — офіційною причиною цього була названа «недисциплінованість півзахисника на полі», а також «часті запізнення на тренування команди». У пресі повідомлялося про інтерес до ірландця канадського клубу «Торонто», в якому на той момент вже грали колишні гравці «чорних котів» — Денні Дічіо, Карл Робінсон і Енді Велш.

### «Квінз Парк Рейнджерс»
У січні 2009 року інтерес до Міллера озвучив клуб «Квінз Парк Рейнджерс», який заявив про готовність взяти Ліама в оренду. Керівництво «Сандерленда» відповіло, що готове розглянути пропозицію «обручів». В результаті на наступний день Міллер став гравцем «Рейнджерс», який взяв півзахисника в оренду з правом викупу на нього прав по закінченні сезону 2008/09. 19 травня цього ж року термін позички Міллера в лондонському клубі закінчився, а керівництво «обручів» відмовилося укладати з Ліамом постійну угоду про співпрацю. Таке ж рішення прийняв «Сандерленд», а оскільки контракт ірландця з «чорними котами» закінчувався влітку, то півзахисник 31 липня став вільним агентом.

### «Гіберніан»
У зв'язку з тим, що пропозицій по роботі не було, Міллер практично все літо 2009 року тренувався з різними ірландськими клубами для підтримки спортивної форми. Однак у вересні про безробіття Ліама дізнався наставник шотландського «Гіберніана», Джон Г'юз, який дуже здивувався такому положенню справ. Тренер «гібс» не став довго роздумувати і практично відразу запропонував Міллеру 2-річну угоду, яку ірландець з готовністю підписав. З цього часу півзахисник став ключовим гравцем, його полюбили вболівальники единбургського клубу, давши йому гучне прізвисько «Король Гіберниана» (англ. King of Hibs).
13 вересня 2009 року Ліам дебютував за «біло-зелених» в матчі проти «Гамільтон Академікал». У листопаді цього ж року Міллер удостоївся звання «Гравця місяця шотландської Прем'єр-ліги». У першому сезоні за «Гібс» він провів 38 зустрічей, забив 2 голи.
У новому футбольному році ірландець знову почав демонструвати відмінну гру, чого не можна було сказати про решту команді. У результаті восени 2010 року за погані результати «біло-зелених» з поста наставника «Гиберниана» був звільнений Джон Г'юз. У січні 2011 року новий тренер единбургців Колін Колдервуд для посилення лінії півзахисту підписав трьох гравців цього амплуа, і, незабаром після цього, вперше за весь час перебування Міллера в Шотландії, Ліам, будучи здоровим, не вийшов на два матчі свого клубу в основному складі. Тим не менш наставник «гібс» відзначив високий клас ірландця, і висловив надію, що така сильна конкуренція підштовхне хавбека до набуття більш гарної спортивної форми. У березні того ж року Міллер заявив про те, що він щасливий в Единбурзі. Незважаючи на це, керівництво «Гіберніана» не змогло прийти з представниками Ліама до угоди про продовження контракту, що закінчувався влітку півзахисника, і 1 червня хавбек покинув стан «біло-зелених» в статусі вільного агента.

### Австралія
3 червня стало відомо, що Міллер перебрався в Австралію, де уклав дворічний контракт з клубом «Перт Глорі». 9 жовтня ірландець дебютував у першому складі «Глорі», відігравши весь матч проти команди «Аделаїда Юнайтед». 29 січня 2012 року Ліам вперше відзначився голом за «Перт Глорі», відзначившись точним результативним ударом у поєдинку проти тієї ж «Аделаїди Юнайтед».
17 квітня 2013 року було оголошено, що Міллер не підпише нову угоду з «Пертом», незважаючи на пропозицію, яка йому надійшла. Натомість він приєднався до «Брисбен Роар» на правах вільного агента, підписавши дворічну угоду 22 травня. Вже 20 липня Мілер зіграв у Матчі всіх зірок A-Ліги проти «Манчестер Юнайтед», програвши 1:5 своїй колишній команді на стадіоні «Австралія» в Сіднеї. 4 травня 2014 року Міллер зіграв у Великому фіналі А-Ліги чемпіонів, перемігши «Вестерн Сідней Вондерерз» (2:1) і ставши чемпіоном Австралії.

### Завершення кар'єри
30 жовтня 2014 року Міллер був звільнений з «Брисбена» і через одинадцять днів після виходу підписав контракт з іншим клубом A-Ліги «Мельбурн Сіті», приєднавшись до співвітчизника Дам'єна Даффа. Загалом виступав у команді до кінця грудня.
15 січня 2015 року Міллер повернувся на батьківщину, ставши гравцем клубу «Корк Сіті». Ліам дебютував за команду 7 березня у грі з «Слайго Роверз» (1:1). Міллер був основним гравцем у своєму єдиному сезоні в клубі, але 19 січня 2016 року він вирішив піти .
18 лютого 2016 року підписав контракт з американським клубом «Вілмінгтон Гаммергедс» з United Soccer League, який став останнім у тривалій кар'єрі футболіста.
У 2017 році Міллер був асистентом тренера у іншому клубі USL «Реал Монаркс». Він залишив посаду у листопаді через лікування раку. Помер 9 лютого 2018 року, лише чотири дні не доживши до свого 37-річчя.

## Виступи за збірні
1998 року дебютував у складі юнацької збірної Ірландії, взяв участь у 16 іграх на юнацькому рівні. У 1998 році Міллер став чемпіоном континенту, перемігши на європейській першості серед юнаків до 17 років, що проходив у Шотландії. У фіналі турніру «хлопці у зеленому» переграли однолітків з Італії.
Протягом 2002—2003 років залучався до складу молодіжної збірної Ірландії. На молодіжному рівні зіграв у 15 офіційних матчах.

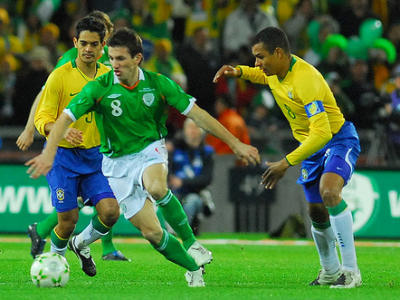
6 лютого 2008 року. Товариський матч Ірландія — Бразилія. Міллер в оточенні гравців «селесао»

Дебют Міллера в національній збірної відбувся 31 березня 2004 року, коли «хлопці у зеленому» в товариській зустрічі переграли Чехію з рахунком 2:1. Сам Ліам в цьому поєдинку вийшов на заміну на 69-й хвилині гри замість Гарі Догерті. Свій перший і єдиний гол за ірландців Міллер забив 1 березня 2006 року, вразивши ворота збірної Швеції.
Незважаючи на перерву у клубній кар'єрі Ліама, що трапився влітку 2009 року, наставник ірландців Джованні Трапаттоні, продовжував викликати його до складу національної команди. Пізніше Міллер заявив з цього приводу:
|  | Я дуже вдячний Джованні. Я був без ігрової практики, тому він по праву міг би залишити мене за бортом національної команди. Однак робити цього не став, показавши, що вірить у мене. Це для мене найцінніше. |

Протягом кар'єри у національній команді, яка тривала 6 років, провів у формі головної команди країни 21 матч, забивши 1 гол.

### Клубна статистика
| Клуб                          | Сезон                         | Чемпіонат | Чемпіонат | Кубок | Кубок | Кубок Ліги | Кубок Ліги | Плей-оф Ліги | Плей-оф Ліги | Єврокубки | Єврокубки | Разом | Разом |
| Клуб                          | Сезон                         | Ігри      | Голи      | Ігри  | Голи  | Ігри       | Голи       | Ігри         | Голи         | Ігри      | Голи      | Ігри  | Голи  |
| ----------------------------- | ----------------------------- | --------- | --------- | ----- | ----- | ---------- | ---------- | ------------ | ------------ | --------- | --------- | ----- | ----- |
| Селтік                        | 1999/00                       | 1         | 0         | —     | —     | —          | —          | —            | —            | —         | —         | 1     | 0     |
| Селтік                        | 2000/01                       | —         | —         | —     | —     | —          | —          | —            | —            | 1         | 0         | 1     | 0     |
| Селтік                        | 2002/03                       | —         | —         | —     | —     | 1          | 0          | —            | —            | 1         | 0         | 2     | 0     |
| Селтік                        | 2003/04                       | 25        | 2         | 1     | 0     | 1          | 0          | —            | —            | 13        | 3         | 40    | 5     |
| Усього за «Селтік»            | Усього за «Селтік»            | 26        | 2         | 1     | 0     | 2          | 0          | 0            | 0            | 15        | 3         | 44    | 5     |
| Орхус                         | 2001/02                       | 18        | 0         | —     | —     | —          | —          | —            | —            | —         | —         | 18    | 0     |
| Манчестер Юнайтед             | 2004/05                       | 8         | 0         | 4     | 0     | 2          | 1          | —            | —            | 5         | 0         | 19    | 1     |
| Манчестер Юнайтед             | 2005/06                       | 1         | 0         | —     | —     | 1          | 1          | —            | —            | 1         | 0         | 3     | 1     |
| Усього за «Манчестер Юнайтед» | Усього за «Манчестер Юнайтед» | 9         | 0         | 4     | 0     | 3          | 2          | 0            | 0            | 6         | 0         | 22    | 2     |
| Лідс Юнайтед                  | 2005/06                       | 28        | 1         | 2     | 0     | —          | —          | 3            | 0            | —         | —         | 33    | 1     |
| Сандерленд                    | 2006/07                       | 30        | 2         | 1     | 0     | —          | —          | —            | —            | —         | —         | 31    | 2     |
| Сандерленд                    | 2007/08                       | 24        | 1         | —     | —     | 1          | 0          | —            | —            | —         | —         | 25    | 1     |
| Сандерленд                    | 2008/09                       | 3         | 0         | —     | —     | 1          | 0          | —            | —            | —         | —         | 4     | 0     |
| Усього за «Сандерленд»        | Усього за «Сандерленд»        | 57        | 3         | 1     | 0     | 2          | 0          | 0            | 0            | 0         | 0         | 60    | 3     |
| Квінз Парк Рейнджерс          | 2008/09                       | 13        | 0         | —     | —     | —          | —          | —            | —            | —         | —         | 13    | 0     |
| Гіберніан                     | 2009/10                       | 33        | 2         | 4     | 0     | 1          | 0          | —            | —            | —         | —         | 38    | 2     |
| Гіберніан                     | 2010/11                       | 33        | 5         | 2     | 0     | 1          | 0          | —            | —            | 2         | 0         | 38    | 5     |
| Усього за «Хайберніан»        | Усього за «Хайберніан»        | 66        | 7         | 6     | 0     | 2          | 0          | 0            | 0            | 2         | 0         | 76    | 7     |
| Перт Глорі                    | 2011/12                       | 25        | 2         | —     | —     | —          | —          | —            | —            | —         | —         | 25    | 2     |
| Перт Глорі                    | 2012/13                       | 24        | 0         | —     | —     | —          | —          | —            | —            | —         | —         | 24    | 0     |
| Усього за «Перт Глорі»        | Усього за «Перт Глорі»        | 49        | 2         | 0     | 0     | 0          | 0          | 0            | 0            | 0         | 0         | 49    | 2     |
| Брисбен Роар                  | 2013/14                       | 22        | 3         | —     | —     | —          | —          | —            | —            | —         | —         | 22    | 3     |
| Брисбен Роар                  | 2014/15                       | 2         | 0         | —     | —     | —          | —          | —            | —            | —         | —         | 2     | 0     |
| Усього за «Брисбен Роар»      | Усього за «Брисбен Роар»      | 24        | 3         | 0     | 0     | 0          | 0          | 0            | 0            | 0         | 0         | 24    | 3     |
| Мельбурн Сіті                 | 2013/14                       | 2         | 0         | —     | —     | —          | —          | —            | —            | —         | —         | 2     | 0     |
| Корк Сіті                     | 2015                          | 29        | 0         | 4     | 0     | 0          | 0          | 0            | 0            | 2         | 0         | 35    | 0     |
| Вілмінгтон Гаммергедс         | 2016                          | 25        | 1         | 2     | 0     | —          | —          | —            | —            | —         | —         | 27    | 1     |
| Всього за кар'єру             | Всього за кар'єру             | 338       | 19        | 20    | 0     | 9          | 2          | 3            | 0            | 25        | 3         | 402   | 24    |

### Матчі і голи за збірну Ірландії
Разом: 21 матч / 1 гол; 8 перемог, 8 нічиїх, 5 поразок.

### Зведена статистика ігор/голів за збірну
| Збірна            | Рік               | Відбіркові матчі ЧС | Відбіркові матчі ЧС | Фінальні матчі ЧС | Фінальні матчі ЧС | Відбіркові матчі ЧЄ | Відбіркові матчі ЧЄ | Фінальні матчі ЧЄ | Фінальні матчі ЧЄ | Товариські матчі | Товариські матчі | Разом | Разом |
| Збірна            | Рік               | Ігри                | Голи                | Ігри              | Голи              | Ігри                | Голи                | Ігри              | Голи              | Ігри             | Голи             | Ігри  | Голи  |
| ----------------- | ----------------- | ------------------- | ------------------- | ----------------- | ----------------- | ------------------- | ------------------- | ----------------- | ----------------- | ---------------- | ---------------- | ----- | ----- |
| Ірландія          | 2004              | 1                   | 0                   | —                 | —                 | —                   | —                   | —                 | —                 | 6                | 0                | 7     | 0     |
| Ірландія          | 2005              | —                   | —                   | —                 | —                 | —                   | —                   | —                 | —                 | 3                | 0                | 3     | 0     |
| Ірландія          | 2006              | —                   | —                   | —                 | —                 | —                   | —                   | —                 | —                 | 3                | 1                | 3     | 1     |
| Ірландія          | 2007              | —                   | —                   | —                 | —                 | 2                   | 0                   | —                 | —                 | —                | —                | 2     | 0     |
| Ірландія          | 2008              | 1                   | 0                   | —                 | —                 | —                   | —                   | —                 | —                 | 3                | 0                | 4     | 0     |
| Ірландія          | 2009              | 1                   | 0                   | —                 | —                 | —                   | —                   | —                 | —                 | 1                | 0                | 2     | 0     |
| Всього за кар'єру | Всього за кар'єру | 3                   | 0                   | 0                 | 0                 | 2                   | 0                   | 0                 | 0                 | 16               | 1                | 21    | 1     |

## Титули і досягнення
- Чемпіон Шотландії (2):

«Селтік»: 2000/01, 2003/04
- Володар Кубка Шотландії (2):

«Селтік»: 2000/01, 2003/04
- Володар Кубка шотландської ліги (2):

«Селтік»: 1999/00, 2000/01
- Чемпіон Австралії (1):

«Брисбен Роар»: 2013/14
- Чемпіон Європи (U-16): 1998

### Особисті досягнення
- Молодий гравець місяця шотландської Прем'єр-ліги: жовтень 2003
- Гравець місяця шотландської Прем'єр-ліги: жовтень 2009

## Особисте життя
Міллер був одружений. Разом зі своєю дружиною Клер Ліам ростив двох синів, Кору і Лео, і дочку Белл. Захоплювався гольфом. Улюбленим своїм фільмом Ліам називав «Аватар» Джеймса Кемерона, місцем відпочинку — місто Дубай у ОАЕ. Ідеалом для футболіста Міллера служила легенда «Манчестер Юнайтед» Ерік Кантона. Кращими друзями ірландця були Ейден Макгіді і Джон О'Ші.
У листопаді 2017 року стало відомо, що Міллеру поставлений діагноз рак підшлункової залози. 9 лютого наступного року Ліам помер.